# 全国棋士選手権戦
全国棋士選手権戦（ぜんこくきしせんしゅけんせん、전국위기선수권대회）は、韓国の囲碁の棋戦。1948年に朝鮮棋院（1949年から大韓棋院、1954年から韓国棋院）によって創設。朝鮮戦争を挟んで、1955年まで計5期行われた。
- 主催 連合新聞

第3回からは韓国初の挑戦制三番勝負，第4回からは韓国初の挑戦制五番勝負。1956年からは連合新聞は打込み十番碁を開始する。

## 優勝者と決勝戦
（左が勝者）
1. 1948年 趙南哲
2. 1949年 趙南哲
3. 1953年 趙南哲 3-0 金明煥
4. 1954年 趙南哲 3-0 金鳳善
5. 1955年 趙南哲